# Gene Sharp
Gene Sharp (North Baltimore, 21 gennaio 1928 – Boston, 28 gennaio 2018) è stato un filosofo, politologo e saggista statunitense.
Conosciuto per i suoi studi sulla nonviolenza e sulla disobbedienza civile, Sharp è stato soprannominato "il Machiavelli della non-violenza" ed "il Clausewitz della guerra nonviolenta".

## Attività e opere
Gene Sharp è stato il fondatore, nel 1983, dell'Albert Einstein Institute per «lo studio e l'utilizzo della nonviolenza nei conflitti di tutto il mondo». Il suo pensiero e i suoi testi sono considerati fonte di ispirazione per i movimenti studenteschi e popolari che hanno condotto in particolare le Rivoluzioni colorate nella Comunità degli Stati Indipendenti un tempo parte dell'Unione Sovietica che hanno rovesciato pacificamente i governi in carica sostituendoli con nuovi governi più filo-occidentali. Per questo motivo le teorie di Sharp sono state recepite dal Dipartimento di Stato statunitense per essere utilizzate su vasta scala per favorire gli interessi americani, sostenendo i movimenti pacifisti e non violenti, contro governi marcatamente anti-occidentali. Tra i primi campi di applicazione da parte dell'amministrazione americana, la Serbia nel 2000 (contro Slobodan Milošević), la Georgia nel 2003 (vd. "rivoluzioni colorate") e l'Ucraina nel 2004 (rivoluzione arancione). Il modello della "rivoluzione pacifista" è stato così utilizzato anche contro governi democraticamente eletti dal popolo, non solo contro potenziali dittatori.
Tre i suoi testi tradotti in italiano: Politica dell'Azione Nonviolenta, Verso un'Europa inconquistabile (nel quale sosteneva la possibilità di una resistenza popolare basata su gruppi di azione nonviolenta e di disobbedienza civile) e La via della non-violenza.
Tradotto in molte lingue e particolarmente diffuso, grazie all'aspetto pratico ed interdisciplinare, il manuale in 198 punti sui metodi dell'azione non violenta.

## Dibattito sul suo pensiero
L'entità del contributo dato dal pensiero di Gene Sharp e dell'Einstein Institute nelle Rivoluzioni colorate è stata al centro di polemiche.
Secondo alcuni giornalisti e commentatori, l'Einstein Institute avrebbe avuto un ruolo attivo (anche di addestramento) nelle insurrezioni e sarebbe stato parte di un progetto più ampio di espansione della sfera di influenza occidentale, ed in particolare statunitense, negli stati post-comunisti.
Gene Sharp, rispondendo ad alcune di queste critiche, ha invece affermato come la sua opera sia funzionale alla creazione ed analisi di un insieme di tattiche, cioè di un semplice strumento.
«L'azione non violenta è una tecnica per condurre conflitti, al pari della guerra, del governo parlamentare, della guerriglia. Questa tecnica usa metodi psicologici, sociali, economici e politici. Essa è stata usata per obiettivi vari, sia "buoni" che "cattivi"; sia per provocare il cambiamento dei governi sia per supportare i governi in carica contro attacchi esterni. Il suo utilizzo è unicamente responsabilità e prerogativa delle persone che decidono di utilizzarlo».
«La lotta non violenta non significa assenza di pericolo. Significa ridurre il numero di vittime potenziali rispetto a quelle che morirebbero se ci si ribellasse con l’uso della forza. Cercare di raggiungere l’indipendenza con violenza quando il tuo avversario è così forte non ha senso. Se si usano soltanto metodi non violenti, il potere non saprà come comportarsi, perché adottando metodi di repressione».
La presenza di alcuni ricercatori dell'Einstein Institute durante alcune insurrezioni anti-russe, a partire dagli eventi di piazza Tienanmen, sarebbe stata motivata dalla volontà di studiare sul campo i movimenti in azione, e non avrebbe avuto alcun ruolo a monte se non quello di ispirazione.